# Neochrysoprasis zajciwi
Neochrysoprasis zajciwi là một loài bọ cánh cứng trong họ Cerambycidae.